# Caspar Wessel
Caspar Wessel (8. června 1745, Vestby - 25. března 1818, Kodaň) byl norsko-dánský matematik, kartograf a geodet. Jako první na světě, roku 1799, dospěl ke geometrické a goniometrické interpretaci komplexních čísel a definoval jako první vektorový počet. Dospěl též k Moivreově větě.

## Život
Narodil se v Norsku, tehdejší součásti Dánska. Jeho starší bratr Johan Herman Wessel se stal později významným básníkem a dramatikem. Střední školu Caspar vystudoval v Oslu. Poté odešel do Dánska, aby studoval práva na Kodaňské univerzitě, ale kvůli finančním problémům musel záhy studia přerušit a začal dělat asistenta svému bratrovi, zeměměřiči. Později začal pracovat pro kartografický ústav Dánské akademie věd. Roku 1778 dokončil své právní vzdělání, ale již zůstal do konce života v geodézii a kartografii. Roku 1798 se stal královským inspektorem zeměměřičství. Kartografické a zeměměřičské otázky ho přivedly k zájmu o matematiku a zejména problém komplexních čísel. Svou klíčovou práci publikoval v dánštině roku 1797 pod názvem Om directionens analytiske betegning. Objevy byly průlomové, ale protože dánština byla světové vědecké komunitě málo dostupná, zůstal dlouho neznámý a jeho objevy byly připisovány později Jean-Robertu Argandovi a Carl Friedrichu Gaussovi. Teprve později bylo dokázáno Wesselovo prvenství.